# Carrollton (Alabama)
Carrollton ist ein Ort im Pickens County im US-Bundesstaat Alabama.
Nach der Volkszählung aus dem Jahr 2020 hatte Carrollton 1023 Einwohner. Der Ort ist Verwaltungssitz (County Seat) des Pickens County. Die Gesamtfläche von Carrollton beträgt 5,4 km². Der Ort ist benannt nach einem der Gründerväter Charles Carroll.

## Demographie
Nach der Volkszählung aus dem Jahr 2000 hatte Carrollton 987 Einwohner, die sich auf 284 Haushalte, darunter 279 Familien, verteilten. Die Bevölkerungsdichte betrug somit 185 Einwohner pro km². 53,4 % der Bevölkerung waren weiß, 44,6 % afroamerikanisch. In 25,2 % der Haushalte lebten Kinder unter 18 Jahren. Das Durchschnittseinkommen betrug 24.318 Dollar pro Haushalt, wobei 38,5 % der Bevölkerung unterhalb der Armutsgrenze lebten.

## Kultur und Sehenswürdigkeiten
Drei Bauwerke in Carrollton und der näheren Umgebung sind im National Register of Historic Places („Nationales Verzeichnis historischer Orte“; NRHP) des National Park Service eingetragen (Stand 27. April 2021), das Hugh Wilson Hill House, das Pickens County Courthouse und das Stewart-Blanton House.